# Avenida Fernando Wiesse
La avenida Fernando Wiesse es una de las principales avenidas del distrito de San Juan de Lurigancho, en la ciudad de Lima, capital del Perú. Se extiende de suroeste a noreste, y luego de noroeste a noreste. El viaducto elevado de la línea 1 del Metro de Lima y Callao se yergue a lo largo de toda su berma central. Su trazo es continuado al norte por la avenida Pachacútec, en el distrito de San Antonio de Chaclla.

## Recorrido
Se inicia en la avenida El Sol, siguiendo el trazo de la avenida Próceres de la Independencia hacia el norte.